# Gamora
Gamora är en låt framförd av musikgruppen Hov1 och rapparen Einár. Låten släpptes den 5 mars 2021 och toppade Sverigetopplistan i nio veckor.
Gamora var den fjärde mest spelade låten i Sverige 2021. Musikvideon till låten släpptes den 26 mars samma år.

## Listplaceringar
| Lista (2021)                | Högsta listplacering |
| --------------------------- | -------------------- |
| Sverige (Sverigetopplistan) | 1                    |